# Deuteragenia lehri
Deuteragenia lehri  (лат.) — вид дорожных ос (Pompilidae).

## Распространение
Россия: Дальний Восток (Приморский край).

## Описание
Длина тела около 8 мм. Основная окраска тела чёрная (кроме тёмно-бурых передних лапок и буровато-красных вершин жвал). Лёт отмечен в августе. Предположительно, как и другие виды своего рода охотятся на пауков. Вид был описан в 2014 году российскими гименоптерологами А. С. Лелеем и В. М. Локтионовым и назван в честь крупного российского энтомолога Павла Андреевича Лера (Биолого-почвенный институт ДВО РАН, Владивосток).